# Philaenus intermedius
Philaenus intermedius är en insektsart som först beskrevs av Victor Lallemand 1927.  Philaenus intermedius ingår i släktet Philaenus och familjen spottstritar. Inga underarter finns listade i Catalogue of Life.